# 罗杰·E·萨门斯
罗杰·E·萨门斯（英語：Roger Everett Summons，1946年6月11日—）是一位澳大利亚生物地球化学家，麻省理工大学教授，2008年当选英国皇家学会会士，2020年当选美国国家科学院院士。